# Park Dong-jin
Park Dong-jin (10 de dezembro de 1994) é um futebolista profissional sul-coreano que atua como atacante, atualmente defende o Seoul.

## Carreira
Park Dong-jin fez parte do elenco da Seleção Sul-Coreana de Futebol nas Olimpíadas de 2016.